# 当湖街道
当湖街道是中华人民共和国浙江省嘉兴市平湖市下辖的一个街道办事处。

## 行政区划
当湖街道下辖以下村级行政区划单位：
水洞埭社区、吉方桥社区、万安桥社区、梅园新村社区、南河头社区、建国门社区、宝塔桥社区、朝阳路社区、百花新村社区、南市东村社区、百步桥社区、园乐新村社区、滨湖新村社区、如意新村社区、松枫新村社区、城北路社区、凤凰新村社区、通界桥社区、永丰社区、东湖社区、北河溇社区、启元路社区、庆丰新村社区、长胜路社区、东升村社区、曹兑村社区、梅兰苑社区、三北村、三港村、塘桥村、钱家村、大胜村、金家村、黄家浜村、通界村和虹霓村。